# إيك تا تايغر (موسيقى تصويرية)
في البداية كان مقررا أن يقوم بريتام بالعمل على موسيقى الفيلم. بعد ذلك انسحب بسبب التزاماته مع مشروع آخر لياش راج وهو فيلم دووم 3. أغنية "ماشالله"، من غناء واجد علي وشريا غوشال تم إصداره منفردا في 12 يوليو 2012.

## خلفية
تم الاتصال في البداية بـأي أر رحمن لتسجيل الموسيقى للفيلم لكنه ترك المشروع بسبب تعارضات الجدول الزمني. وفي وقت لاحق، تم الاستعانة ببريتام لتأليف موسيقى الفيلم، وتمت الإشارة إليه كمؤلف موسيقى للملصق الرقمي الأول للفيلم. ومع ذلك، فقد انسحب بسبب تعارضات الجدول الزمني مع دووم 3 (2013). حل سوهيل سين محل بريتام في منصب الملحن. كان سين قد سجل سابقًا موسيقى فيلم عروس أخي لصالح شركة ياش راج، وبناءً على إصرار أديتيا تشوبرا، تم إحضاره لموسيقى الفيلم.  قام يوليوس باكيام بتأليف الموسيقى التصويرية للفيلم، وقد تعاون معه بشكل متكرر في فيلمي خان كابول إكسبريس (2006)ونيويورك (2009). 
بدأ تسجيل الموسيقى التصويرية في عامي 2011 و2012.  أجرى سين وكبير عدة مناقشات بخصوص موسيقى الفيلم حيث أرشده الأخير إلى الأغاني التي يجب أن تحمل إحساسًا بالمكان الذي تم تصويرها فيه.  تأثر بالآلات الموسيقية والمناظر الصوتية الشرق أوسطية والأيرلندية في أغنية "ماشالله" والأصوات اللاتينية في أغنية "لاباتا".  بالنسبة للأخير، ذهب سين إلى كوبا لتسجيل الآلات الموسيقية والجوقة للحصول على لمسة أصيلة. 
في أواخر عام 2011، تم تسريب أغنية "جانيان"، التي سجلها المغني الباكستاني بيلاوال بلوش، وقيل أنها مدرجة في الموسيقى التصويرية. نفت شركة ياش راج فيلمز أن تكون الأغنية ضمن الموسيقى التصويرية للفيلم، وعززت إجراءات الأمن لمنع التسريبات. 

## قائمة الأغاني
| # | الأغنية             | موسيقى        | كلمات             | المغنون                     | المدة |
| - | ------------------- | ------------- | ----------------- | --------------------------- | ----- |
| 1 | "Mashallah"         | ساجد-واجد     | كوثر منير         | واجد علي، شريا غوشال        | 4:45  |
| 2 | "Lapaata"           | سهيل سين      | أنفيتا دات غوبتان | ك.ك، بالاك موتشال           | 4:16  |
| 3 | "Banjaara"          | سهيل سين      | نيليش ميسرا       | سوخفيندر سينغ               | 4:35  |
| 4 | "Saiyaara"          | سهيل سين      | كوثر منير         | موهيت تشاوهان، تارانوم مالك | 4:13  |
| 5 | "Tiger's Theme"     | يوليوس باكيام |                   | موسيقى                      | 3:17  |
| 6 | "(Mashallah (Remix" | ساجد-واجد     | كوثر منير         | واجد علي، شريا غوشال        | 3:24  |
| 7 | "(Laapta (Remix"    | سهيل سين      | أنفيتا دات غوبتان | ك.ك، بالاك موتشال           | 3:30  |
| 8 | "(Banjaara (Remix"  | سهيل سين      | نيليش ميسرا       | سوخفيندر سينغ               | 3:27  |